# 熊野道路
熊野道路（くまのどうろ）は、三重県熊野市大泊町から熊野市久生屋町に至る予定の自動車専用道路である。近畿自動車道紀勢線に並行する国道42号の自動車専用道路として整備されている。
高速道路ナンバリングによる路線番号は、近畿自動車道紀勢線（勢和多気 - 和歌山）を形成するため「E42」が振られる。

## 概要
熊野大泊IC - 熊野市市街地間は幹線道路は国道42号のみで、南海トラフ巨大地震発生時に熊野道路と並行する区間の約7割が浸水することが想定されている。また、鬼ヶ城トンネル区間には有効な迂回路が存在しない。このため、災害時に東紀州南部地域の集落が孤立する可能性が高いことから、2014年（平成26年）度に熊野道路が事業化されることになった。
なお、備蓄倉庫とヘリポートが設置されている「東紀州（紀南）広域防災拠点」を災害時に機能する高速道路ネットワークと接続させる観点から、終点は熊野ICではなく、東紀州（紀南）広域防災拠点とされている。

### 路線データ
- 名称 - 一般国道42号熊野道路
- 起点 - 三重県熊野市大泊町
- 終点 - 三重県熊野市久生屋町
- 路線延長 - 6.7 km
- 構造規格 - 第1種第3級
- 設計速度 - 80 km/h
- 車線数 - 完成2車線

## 道路の位置関係
近畿自動車道紀勢線
（大阪・和歌山方面） - E26 / E42 阪和自動車道 - E42 ※湯浅御坊道路 - E42 阪和自動車道 - E42 紀勢自動車道 - E42 ※すさみ串本道路 - E42 ※串本太地道路 - E42 ※那智勝浦新宮道路 - E42 ※新宮道路 - E42 ※新宮紀宝道路 - E42 ※紀宝熊野道路 - E42 ※熊野道路 - E42 ※熊野尾鷲道路 - E42 紀勢自動車道 - （津・名古屋方面）
※は高速自動車国道に並行する一般国道自動車専用道路を示す。

## 歴史
- 2014年（平成26年）度 : 事業化[3][4]。

### 開通予定年度
- 未定 : 熊野大泊IC - 熊野IC

## インターチェンジなど
- 全区間が三重県熊野市に所在。
- IC番号欄の背景色が■である区間は既開通区間に存在する。
施設欄の背景色が■である部分は未開通区間または未供用施設を示す。
なお、未開通区間の名称は仮称である。

| IC番号                        | 施設名                     | 接続路線名       | 起点から (km) | 備考   |
| ----------------------------- | -------------------------- | ---------------- | ------------- | ------ |
| E42 熊野尾鷲道路 尾鷲・津方面 |                            |                  |               |        |
| 10                            | 熊野大泊IC                 | 国道42号（現道） | 0.0           |        |
|                               | 熊野IC                     | 国道311号        |               | 事業中 |
|                               | 東紀州（紀南）広域防災拠点 |                  | 6.7           | 事業中 |
| E42 紀宝熊野道路 新宮方面     |                            |                  |               |        |